# Monet: L'experiència inmersiva
L' experiència immersiva és una exposició inaugurada el 14 d'octubre del 2019 i que té lloc al IDEAL ,Centre d'Arts Digitals, situat a la ciutat de Barcelona. És una proposta a nivell mundial que ens convida a sumergir- nos virtualment en les obres més emblemàtiques del pintor Claude Monet. L'exposició combina tecnologies d'última generació i projeccions de gran format que ens permeten apropar-nos d'una manera sorprenent en el seu viatge vital, la seva particular técnica pictòrica i en la història de les seves obres. Aquesta experiència immersiva ens permet conèixer com Monet va saber observar i representar la realitat d'una manera revolucionària. A través de les seves pinzellades fugaces, va capturar la bellesa de l'efímer. La seva concepció de l'art de la pintura com un acte espontani, el va portar a liderar tota una generació d'artistes i a ser un referent mundial en el moviment impresionista. L'IDEAL aposta pels canvis i els avenços de l'actualitat mentre proposa una nova mirada sobre l'art.

## Monet, mestre de la llum
Claude Monet va ser un precursor i visionari que va saber integrar les novetats tècniques i científiques tant a la seva vida com al seu art. La invenció de la fotografia al s.XIX va comportar que l'artista es replantegés el seu ofici. A partir d'aquell moment, els pintors no plasmarien el món objectivament tal com és, sinó tal com ells el perceben. Per tant, el nom impressionista deriva d'aquesta visió subjectiva de la realitat. Els enquadraments pictòrics són espontanis, inestables, descentrats, poc frontals i simètrics, amb la intenció que l'espectador reconstrueixi el conjunt en la seva ment. Els impressionistes juxtaposaven taques de color per captar la impressió d'un instant, i per tant, la barreja es produeix a l'ull de l'espectador. És per això que si mirem un quadre impresionista de prop, les pinzellades semblen separades i ens hem d'allunyar per visualitzar-lo bé. Els impressionistes utilitzaven els colors complementaris, ja que contrasten entre si, i per tant, produeixen un fort impacte visual. Pintaven a l'aire lliure, per captar la llum del moment, i van eliminar el negre de la seva paleta. En conseqüència, les ombres es pintaven principalment amb violeta, i la sensació de profunditat s'indicava a través dels colors: en primer pla els colors càlids i a darrer terme tonalitats fredes i borroses.

## Recorregut
L'exposició consisteix en un recorregut per els períodes més importants de la vida de Monet i les seves obres més importants i transcendentals.
El recorregut s'inicia amb un llarg passadís on se'ns explica les principals tècniques pictòriques dels impressionistes i com Monet les aplicava en les seves obres. A continuació, hi ha una petita sala amb taules, papers, i llàpiços dedicada als nens per què puguin experimentar amb els colors, tal com feien els impressionistes. La tercera sala és un espai virtual on es projecten en grans dimensions les seves obres i els períodes de la seva vida més importants (París, Països Baixos, La catedral de Rouen, Argenteuil, l'estació de Saint-Lazare, Els pallers, la Riviera, Noruega, Londres, Venècia i Giverny). Finalment, la darrera sala és un espai de realitat virtual. El viatge a través de les ulleres ens convida a passejar per alguns dels espais més emblemàtics de la casa de Monet i per dins de sis de les obres més reconegudes.